# Michel Ouvière
Michel Ouvière – francuski kierowca wyścigowy. Zwycięzca 24-godzinnego wyścigu Le Mans w klasie GT w 1976 roku.